# مديحة الحيدري
مديحة الحيدري (14 أبريل 1961 - 18 يناير 2008)، ممثلة يمنية. بدأت فنها التمثيلي في الثمانينات وتعتبر فنانة اليمن الأولى في أيامها. شاركت بالتمثيل في اليمن سواء كان تلفزيونيا مسرحيا أو إذاعيا، كما ان لها مشاركات في مسلسلات خليجية.

## البداية
وتعتبر مسرحية «الفار في قفص الاتهام» التي شاركت فيها عام 1976 أول عمل فني لها، درست المسرح وحصلت على دبلوم فيه عام 1983، كما التحقت بالمسرح الوطني اليمني بوزارة الثقافة والإعلام.

## حياتها الأسرية
لها ابنتان هما روزا وريما من طليقها المخرج المسرحي الفلسطيني حسين الأسمر.

## من أعمالها
- الثأر (مسلسل)
- حكاية سعدية
- وريقة الحنا
- حسن وضعك
- الحب والثأر (مسلسل)
- حكاية صابر
- رماد الشوك
- الكنز
- كيني ميني
- سوالف حريم.
- شر البلية (مسلسل)

وغيرها من المسلسلات التلفزيونية والإذاعية والأعمال المسرحية.

## وفاتها
نعتها وزارة الثقافة الذي وافتها المنية ظهر يوم الجمعة 18 - يناير - 2008 إثر مرض عضال عن عمر ناهز 46 عامًا.
وقالت الوزارة في بيان النعي أن الفقيدة كانت من رواد الحركة الفنية داخل الوطن من خلال إثرائها بمجموعة كبيرة من أعمالها والتي أسهمت بالارتقاء بالحركة الفنية.
نقابة الفنانين اليمنيين للمهن التمثلية نعت وفاة الفنانة مديحة وقالت أن نقابة الفنانين تودع اليوم مديحة الحيدري التي قضت (33) عاما في مجال المسرح والإذاعة والتلفزيون والتي أسهمت في إنعاش الحركة الفنية من خلال مشوارها وعطائها الفني ومشاركتها في الأعمال الدرامية والفنية المحلية والعربية وكان آخر أعمالها الفنية محلياً مسلسل الحب والثأر.